# ホンダ・N-VAN
N-VAN（エヌ バン）は、本田技研工業が生産・販売する軽貨物車である。生産は基本的に鈴鹿製作所だが、一部はホンダオートボディーに委託されている。

## 概要
2011年（平成23年）11月に発売された初代N-BOXを皮切りに展開している「平成Nシリーズ」の第5弾で、軽商用車の「新しい姿」を目指して開発された。LPL（ラージプロジェクトリーダー＝開発責任者）は本田技術研究所所属で、初代N-BOXの開発に携わった経験のある古舘茂。全タイプが4ナンバー車であり、Nシリーズでは初の商用車種であるとともに、以前販売されていたアクティバン/バモス/バモスホビオ の実質的な後継車種でもある。但し、現時点ではN-BOXとのバッティングを避けるためか、5ナンバーのワゴンモデルは用意されていない。
セミキャブオーバースタイル+後輪駆動のアクティ系列から一転し、2代目N-BOXで開発されたFF車用プラットフォームをベースとしたトールワゴン型のスタイルを採用。これにより、床下ミッドシップエンジンレイアウトを採っていたアクティバンに比べてエンジンルームの分だけ荷室長が短くなっており、左側が1,510 mm（アクティバン比 -215 mm）、右側が1,330 mm（同 -395 mm）と、それぞれ減少している。左右で寸法に差があるのは、床下に折りたたむことが前提の平板でやや簡易な助手席と、ドライバーの疲労を軽減するために座面のみならず、背もたれにも十分な厚さを持たせた運転席との違いによる。。一方、軽商用車としては初めて助手席側のセンターピラーを廃した「ドアインピラー構造」を採り、側面からの長尺物などの積み下ろし作業における使い勝手の向上を図ったほか、荷室床下からパワートレインが無くなったこととN-BOX同様のセンタータンクレイアウト採用による低床化（荷室床面地上高525 mm）で、荷室高はアクティバンと比較して165 mm高い1,365 mm（ハイルーフ車）まで拡大された。また、リアシートに加え助手席シートにもダイブダウン機構を採用し、助手席からリアシート・テールゲートにかけてフラットにつながる荷室を実現、長尺物の積載も可能としている。スライドドアのアウターハンドルは、2代目以降のアクティバン、ストリートおよびバモスの流用である。
燃料タンクの容量は2WDが27 L、4WDは25 Lで、ベースとなった2代目N-BOXと同一となっている。この容量は軽自動車の中でも少なく、タンク容量の拡大も検討されたが、室内スペースの優先を理由として行わなかった。
パワーユニットはN-BOXと共通の「S07B」型を、商用車特有の積載負荷や使われ方に配慮して最適化。NAエンジンは最高出力・最大トルクがN-BOX比で4 kW（5 PS）/1 N･m（0.1 kgf･m）引き下げられている（ターボエンジンのスペックはN-BOXと同一）。トランスミッションはホンダの商用車では初採用となるCVTを全タイプに設定するほか、NAエンジン搭載車はS660用をベースにワイドレシオとした6速マニュアルを軽商用車で初採用している 。
安全性能では、安全運転支援システム「Honda SENSING」を全タイプに標準装備とした。衝突軽減ブレーキ<CMBS>、歩行者事故低減ステアリング、先行車発進お知らせ機能、標識認識機能、路外逸脱抑制機能は全タイプに備わるほか、「無段変速オートマチック」（CVT）車のみ、誤発進抑制機能、ACC<アダプティブ・クルーズ・コントロール>、LKAS<車線維持支援システム>、後方誤発進抑制機能の各機能が加わる。また「N-VAN +STYLE」全車にはオートハイビームも追加される。
当初は全ての生産を本田技研工業鈴鹿製作所で行っていたが、2021年（令和3年）に生産の一部がホンダオートボディーへ移管された。ホンダオートボディーにおいては、アクティバン/バモスの生産終了以来3年ぶりに軽ライトバンの生産が復活することになった。
先述した通り、後部スライドドアを採用したモノスペースタイプのハイトワゴン型軽商用車であるが、前方にエンジンを収めたボンネットフードが存在するため、全国軽自動車協会連合会の新車販売統計では「軽貨物車内訳－ボンネットバン」枠での集計が行われている。
余談であるが、同社が生産・販売する軽ボンネットバンとしては1998年に生産終了・販売終了となった初代トゥデイ（バン仕様）以来、20年ぶりとなる。

## 年表
2018年4月20日
Honda公式ウェブサイト上のティザーページで先行公開 し、2018年夏に発売することを発表。
2018年7月12日
正式発表（7月13日発売）。
ラインアップは、軽バンとしての機能性を追求した「N-VAN」と、質感の高い内外装を採用し、レジャーユースも想定した「N-VAN +STYLE」の2種に大別される。「N-VAN」は「G・Honda SENSING」と「L・Honda SENSING」の2タイプ、「N-VAN +STYLE」は「+STYLE FUN・Honda SENSING」と「+STYLE COOL・Honda SENSING」、それぞれのターボエンジン搭載車である「+STYLE FUN・ターボ Honda SENSING」と「+STYLE COOL・ターボ Honda SENSING」の4タイプが用意されている。
ルーフ形状は「G・Honda SENSING」・「L・Honda SENSING」・「+STYLE FUN」系がハイルーフなのに対し、「+STYLE COOL」系のみ全高が95mm低いロールーフとなる。
エクステリアの細部はタイプによって異なる。フロントグリルは、「G・Honda SENSING」と「L・Honda SENSING」はカラード、「+STYLE FUN」系はカラード&プラチナ調クロームメッキ、「+STYLE COOL」系はクロームメッキとなる。「N-VAN +STYLE」は全タイプが専用フロントバンパーとLEDフォグライトを装備。「+STYLE COOL」系はテールゲートスポイラーを装備するほか、リアライセンスガーニッシュがクロームメッキとなる。また、「+STYLE FUN」系は「丸目デザイン」のLEDヘッドライトを、それ以外のタイプは角型のマルチリフレクターハロゲンヘッドライトを採用している。
ボディカラーは「N-VAN」が全タイプともタフタホワイトIIとルナシルバー・メタリックの2色のみの設定。「N-VAN +STYLE」は全タイプ共通色として、新色のガーデングリーン・メタリック、既存色のプレミアムホワイト・パールII（有料色）、シャイニンググレー・メタリック、クリスタルブラック・パール、プレミアムピンク・パール（有料色）、ブリリアントスポーティブルー・メタリックを設定。「+STYLE FUN」系は、専用色としてプレミアムイエロー・パールII（有料色）を、「+STYLE COOL」系には、専用色のプレミアムベルベットパープル・パール（有料色）を加えた全7色ずつを設定している。
2018年11月14日
2019年次RJCカー・オブ・ザ・イヤー特別賞を受賞。
2018年11月29日
JNCAPの2018年度「予防安全性能アセスメント」において、最高評価となる「予防安全性能 ASV+++」を獲得したことを発表。
2018年12月7日
2018-2019日本カー・オブ・ザ・イヤー実行委員会特別賞を受賞。
2018年12月8日
「+STYLE」に設定の「エクステリア：ガーデングリーン・メタリック／インテリア：ブラック」の組み合わせが、オートカラーアウォード2018グランプリを受賞。
2019年7月11日
仕様変更。ボディカラーの設定が変更となり、「N-VAN +STYLE」に設定のプレミアムピンク・パールをピーチブロッサム・パールに、プレミアムホワイト・パールをプラチナホワイト・パールに変更。同時に「G・Honda SENSING」・「L・Honda SENSING」専用色のタフタホワイトIIはタフタホワイトIIIに移行となった。
2021年2月4日
一部改良（2月5日発売）。
「Honda SENSING」はNA車に設定されていた非装備仕様が廃止され、従来は「N-VAN +STYLE」のみに装備されていたオートライト/オートハイビームを「N-VAN」にも拡大し、全車標準装備となった。
タイプ名称が変更となり、「N-VAN」は「G」、「L」に変更。「N-VAN +STYLE」は「+STYLE COOL」系タイプを廃止して「+STYLE FUN」系タイプのみに集約した上で、タイプ名称を「+STYLE FUN」、「+STYLE FUN・ターボ」にそれぞれ変更したことで、全タイプハイルーフ仕様となった。
ボディカラーは「+STYLE FUN」系タイプで変更となり、ピーチブロッサム・パールを廃止する替わりに、フレームレッドとサーフブルーを追加して8色展開となった。なお、「+STYLE COOL」系タイプ専用色のプレミアムベルベットパープル・パール（有料色）は「+STYLE FUN」系タイプには設定されず、廃止となった（「G」・「L」は変更なし）。
また、今回の一部改良によりWLTCモードによる燃料消費率並びに排出ガスに対応（燃料消費率はJC08モード走行の数値も併記）し、全タイプ「平成30年排出ガス基準50%低減レベル（☆☆☆☆）」認定を取得した。
2021年4月
仕様変更。「N-VAN +STYLE」に設定のボディカラーが変更となり、青系のブリリアントスポーティーブルー・メタリックをフレンチブルー・メタリックに、グレー系のシャイニンググレー・メタリックをアドミラルグレー・メタリックに、黒系のクリスタルブラック・パールをナイトホークブラック・パールへそれぞれ差し替えた。
2021年4月28日（補足）
4代目アクティトラックが同日付で販売終了となったため、名実共にN-VANが同社唯一の貨物用自動車となった。
2022年4月
仕様変更。「N-VAN +STYLE」に設定のボディカラーが変更され、サーフブルーと入替でソニックグレー・パール（有料色）が設定された。
2023年2月
仕様変更。「N-VAN +STYLE」に設定のボディカラーが変更となり、発売当初から設定されていたプレミアムイエロー・パールII（有料色）とガーデングリーン・メタリックの2色が廃止され、6色に整理された。
2023年6月23日
原材料価格や物流費などの世界的な高騰に伴い、7月27日発売分からN-WGN、N-ONE、フィット、ヴェゼル、シビック（タイプRを除く）と共にメーカー希望小売価格の改定を実施することを発表。「G」は61,600円、「L」は67,100円、「+STYLE FUN」は78,100円、「+STYLE FUN・ターボ」は86,900円（いずれも10%の消費税込）それぞれ値上げされる。
2024年4月18日
一部改良並びに特別仕様車「STYLE+ NATURE」が発表された（4月19日発売）。
一部改良では、「N-VAN +STYLE」としていた「+STYLE FUN」と「+STYLE FUN・ターボ」のタイプ名称を「+STYLE」を廃した「FUN」と「FUN・ターボ」に変更。CVT車において「Honda SENSING」に急アクセル抑制機能を追加。従来「FUN」系タイプの4WD車のみに装備されていたヒーテッドドアミラーを「G」と「L」の4WD車にも拡大したことで4WD車全車標準装備となった。「FUN」系タイプはボディカラーも一部変更となり、アドミラルグレー・メタリック、フレームレッド、フレンチブルー・パールの3色を廃止する替わりに、新色のオータムイエロー・パールとボタニカルグリーン・パール（2色とも有料色）を追加して5色に整理された。
「STYLE+ NATURE」は「N STYLE+」シリーズの第4弾として設定されたもので、「FUN」のCVT車をベースに、外観はフロントグリルをマットブラック&ピアノブラック調に、スチールホイール+フルホイールキャップをシルバー&ブラックにそれぞれ変え、電動格納式リモコンドアミラー・アウタードアハンドル・リアライセンスガーニッシュをブラックで統一。内装はジャージのシート表皮、ステアリングガーニッシュ（ピアノブラック調との組み合わせ）、エアコンアウトレットリング（運転席）、インパネガーニッシュ、フロントドアアッパーライニングにカーキが採用された。ボディカラーは新色2色を除く既存3色が設定される。
2025年5月19日
2023年7月改定時と同様の理由により、8月1日発売分からメーカー希望小売価格の改定を実施することを発表（5月26日受注分より改定後の価格となる）。「G」は27,500円、「L」は30,800円、「FUN」は71,500円、「FUN・ターボ」は75,900円、「STYLE＋ NATURE」はFF車が74,800円、4WD車が75,900円（いずれも10%の消費税込）値上げされる。

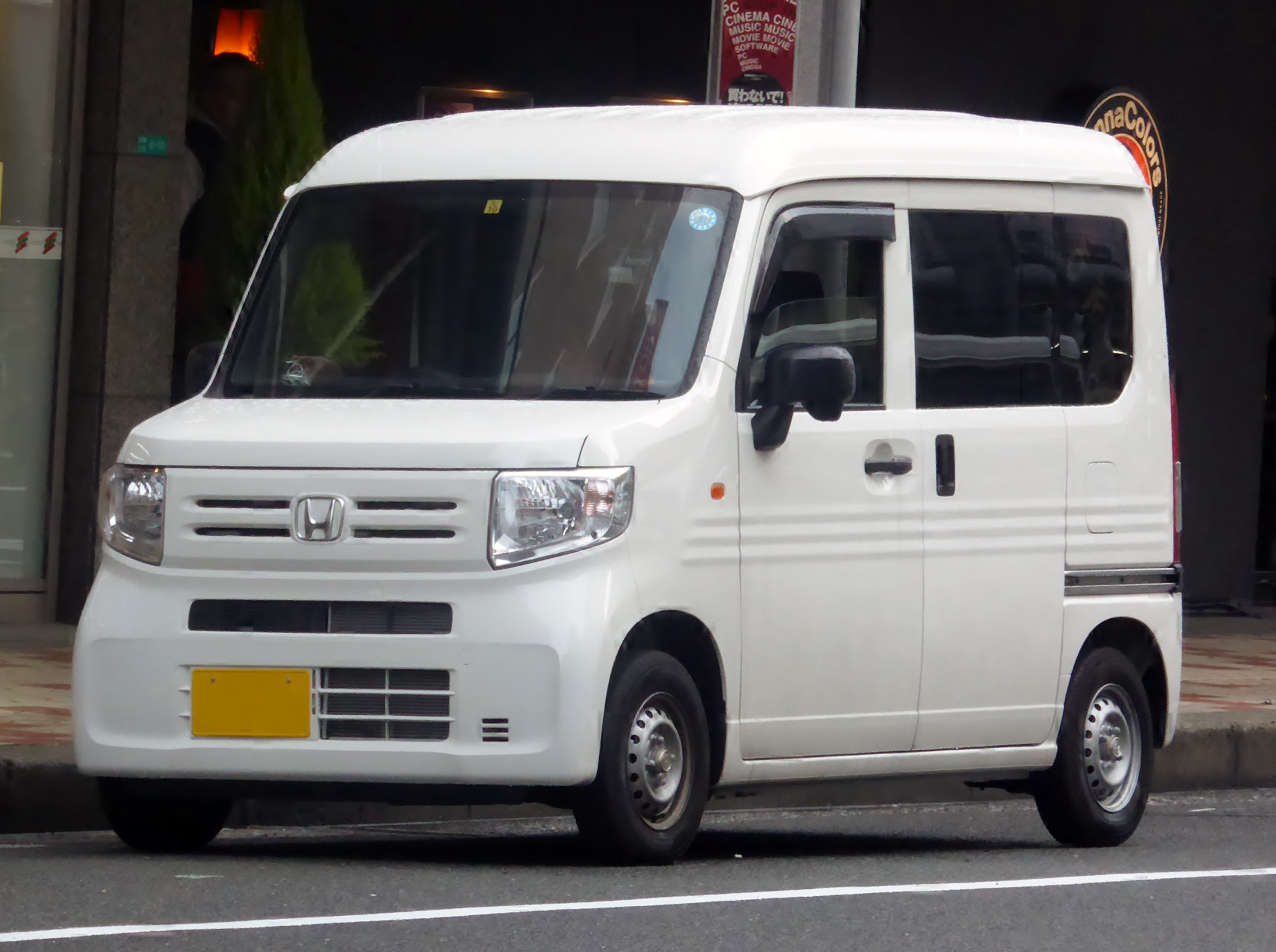
G・Honda SENSING フロント
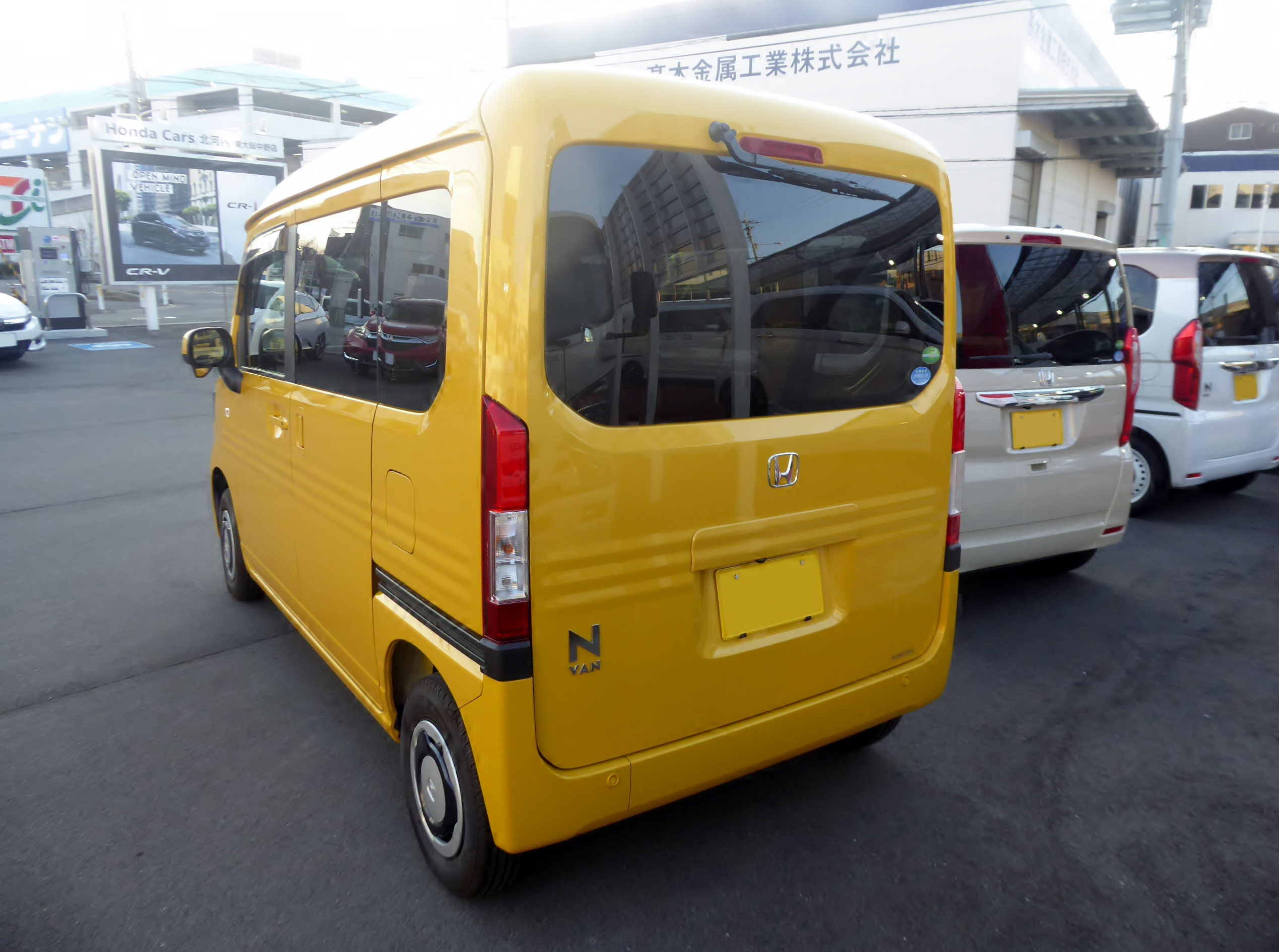
+STYLE FUN・Honda SENSING リア
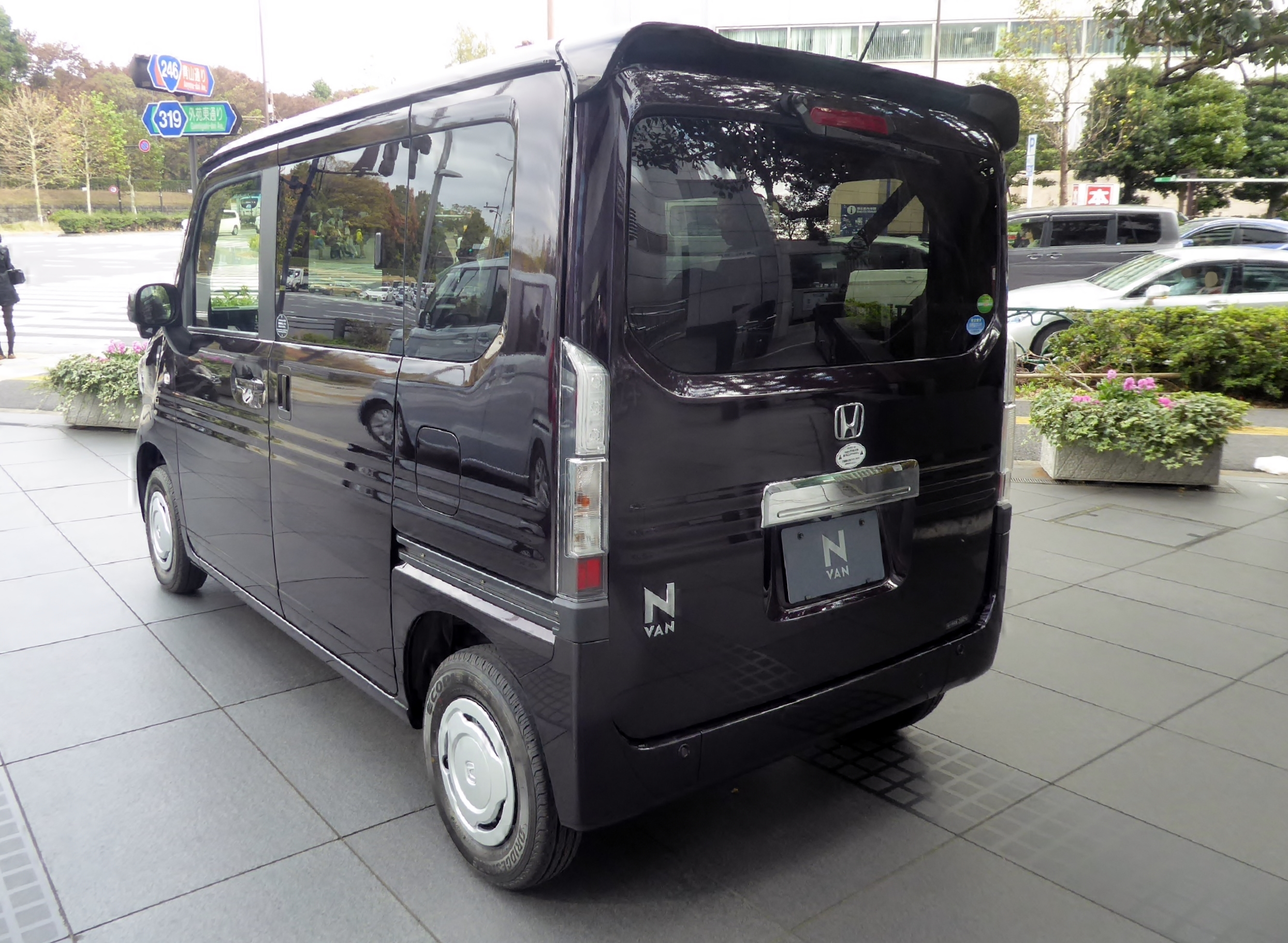
+STYLE COOL・Honda SENSING リア
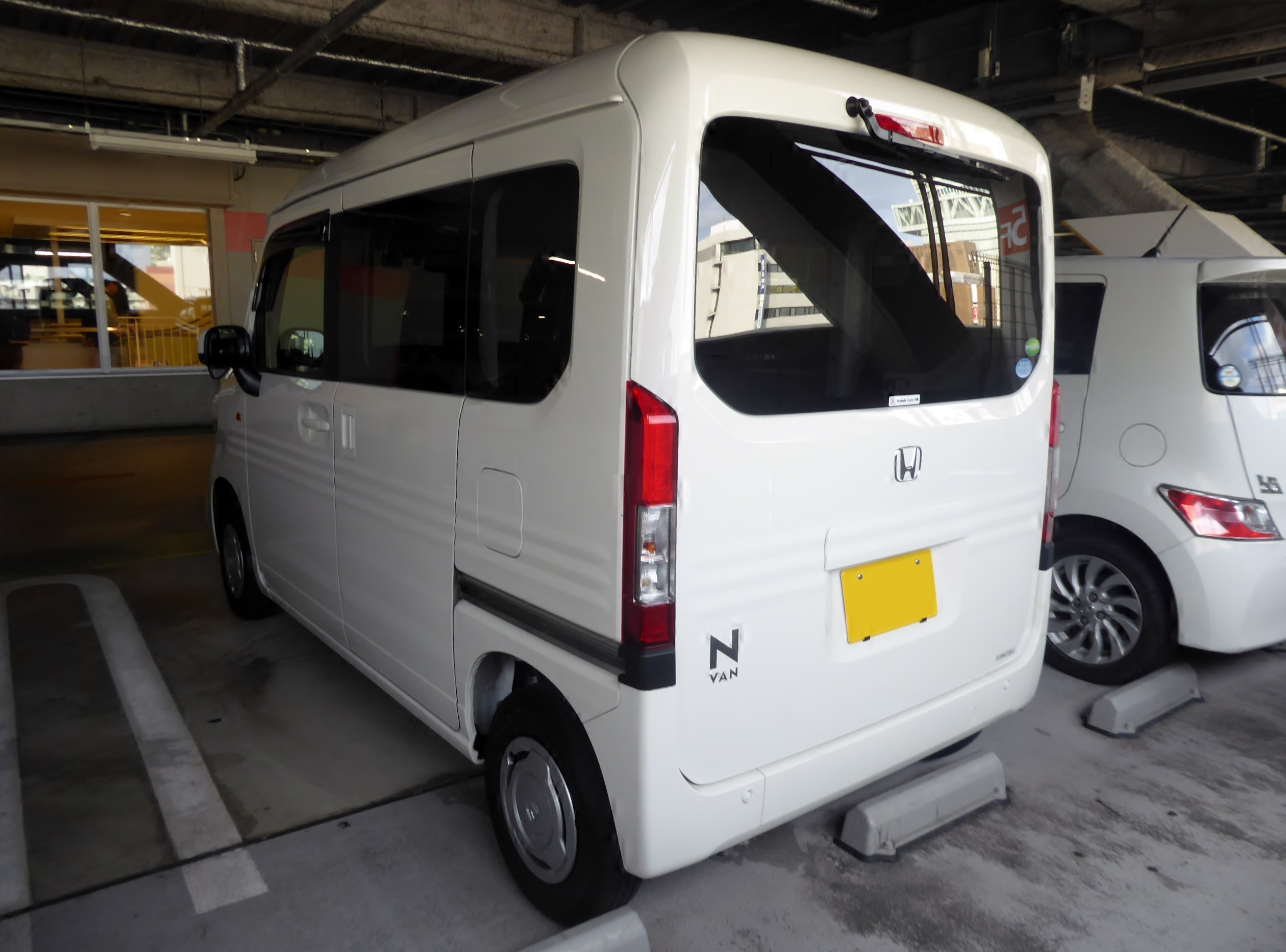
L・Honda SENSING リア
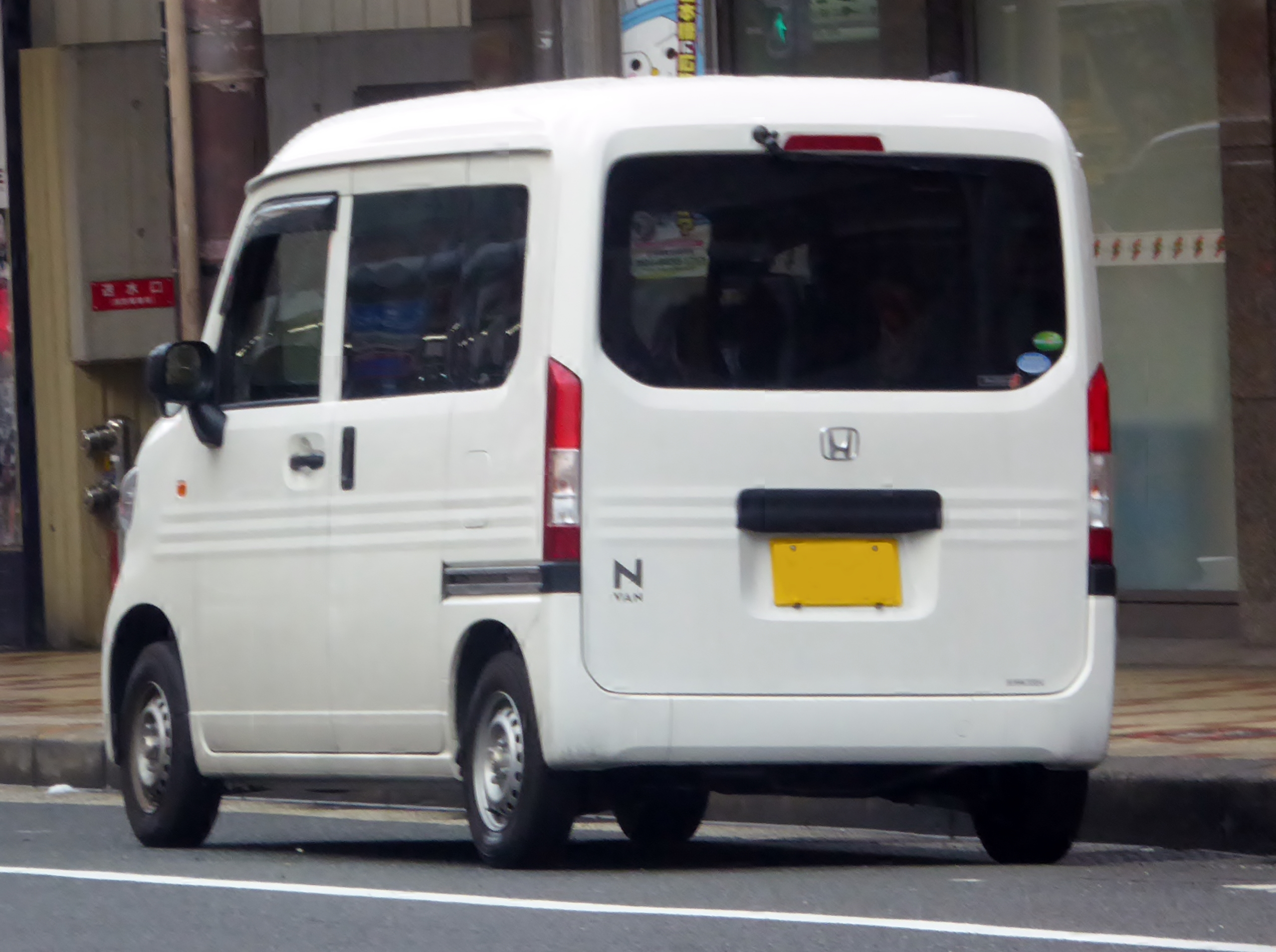
G・Honda SENSING リア
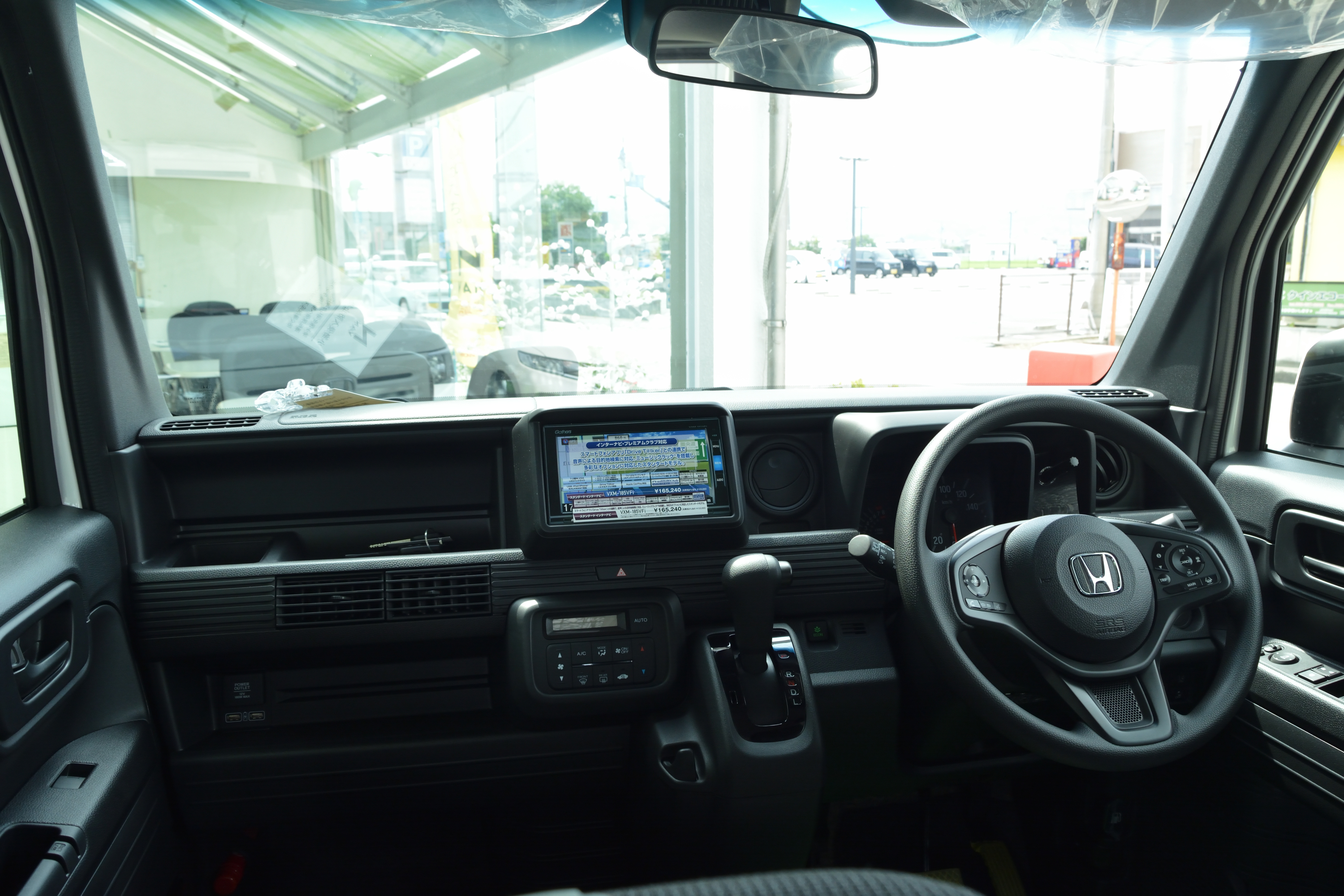
L・Honda SENSING インストルメントパネル
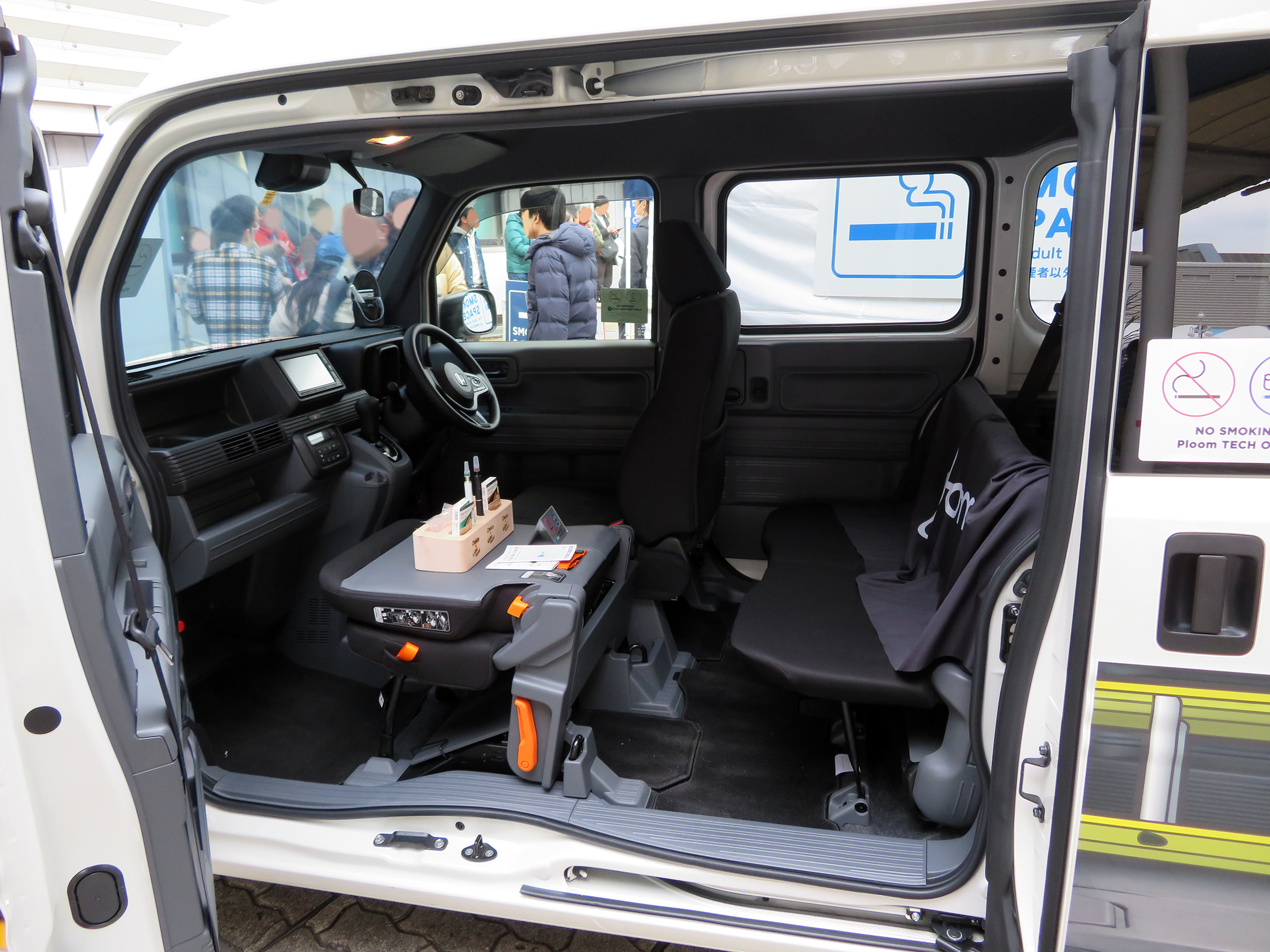
G・Honda SENSING インテリア
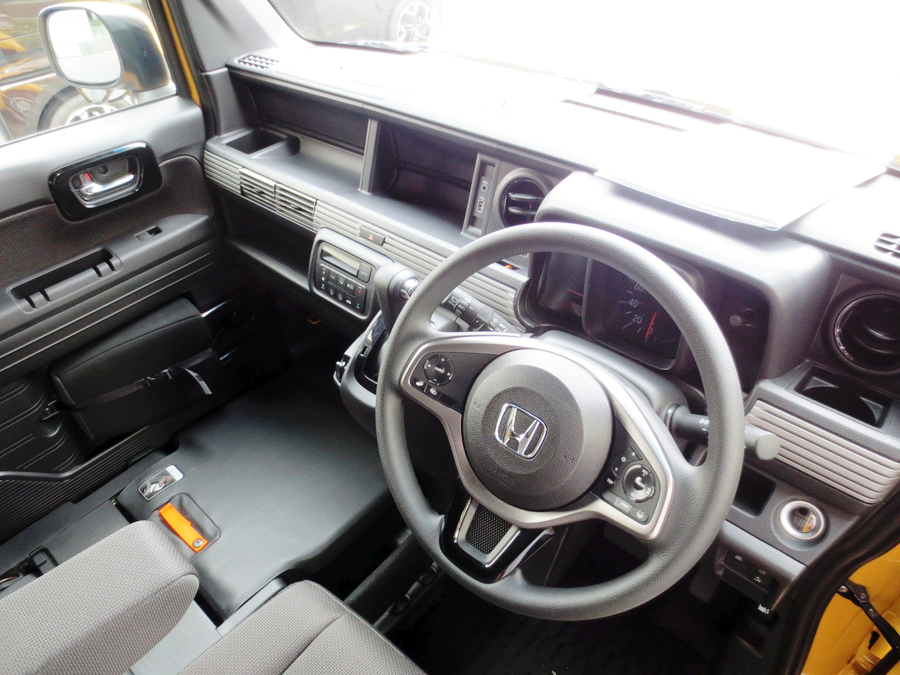
N-VANの運転席から（カーナビなし）。助手席を畳むとフラットになるので、より長いものを積めるようになる。

## N-VAN e:
N-VAN e:（エヌバン イー）は2023年に公開された、N-VANから派生した電気自動車。
開発の経緯は、2040年（令和22年）にホンダが、世界で販売するすべての四輪車を電気自動車と燃料電池車とすることを目指すことを公開したためである。そのための重要なステップとして、軽商用EVである「N-VAN e:」を開発した。さらに、環境負荷ゼロの循環型社会をめざして取り組んでいる「リソースサーキュレーション」の考えから、廃棄バンパーを回収・粉砕した再生素材を採用。N-VAN e:では充電ポートと一体化されたフロントグリルにも採用されており、被膜の欠片の配合を増やして多彩な色をちりばめることで唯一無二のデザインとしている。
軽商用EVとしての競合車として、三菱自動車工業の「ミニキャブEV」とそのOEMの日産自動車の「クリッパーEV」があげられる。
タイプバリエーションは4種類あり、2列・4人乗り仕様の「e: L4」と「e: FUN」、2代目アクティバン以来となる左側の前後席を省いた右側前後タンデム・2人乗り仕様の「e: L2」、運転席のみの1人乗り仕様の「e: G」の4タイプを設定。N-VANに比べて荷室長が30 mm減少し、最大スペース長が10 mm増加、荷室床面地上高が15 mm上がった。最大積載量はN-VANの4WD車と同等の300 kgである。「e: G」と「e: L2」は左側の前後席を省くのみならず、インパネ左側が垂直となり、さらにフロア高が「e: L4」や「e: FUN」より120 mm下げられ、最大積載量も50 kgアップの350 kgとなる。なお「e:G」と「e: L2」は新車オンラインストア「Honda ON」や法人営業部での取り扱いとなり、リース契約のみとなる。
安全機能では「e: L4」と「e: FUN」はN-VANと同じ12の機能を備えた安全運転支援システム「Honda SENSING」が標準装備。CMBS、歩行者事故低減ステアリング、路外逸脱抑制機能、オートハイビーム、リアパーキングセンサーシステムの5点は「e: G」と「e: L2」を含む全タイプ標準装備となる。コネクティッドサービスの「Honda CONNECT」に対応しており、スマートフォンの専用アプリ上でバッテリー残量の確認や充電開始時間の指定などが可能となっているほか、「EVカーナビ by NAVITIME」との連携機能も備えている。またガソリン車からの約120kgの車重増加に対応するため、タイヤサイズを12→13インチに変更し、ブレーキをサイズアップしている。
そのほか、充電ポートには外部給電機能が備わっており、ディーラーオプションのAC外部給電器「Honda Power Supply Connector」を使うことで最大1,500Wまでの電化製品への給電が可能なほか、急速充電ポートに高出力対応外部給電機能も備わっており、本車両を非常用電源として自宅に電力を供給するV2H（ビークル・ツー・ホーム）にも対応する。
ボディカラーはN-VANと共通のバリエーションとなるが、タイプによって設定可能なカラーが異なり、「e: G」と「e: L2」はタフタホワイトIIIとルナシルバー・メタリックの2色のみ、「e: L4」は「e: G」・「e: L2」に設定の2色にプラチナホワイト・パール、ボタニカルグリーン・パール、オータムイエロー・パール（いずれも有料色）を加えた5色。「e: FUN」は「e: L4」に設定の有料色3色にナイトホークブラック・パールとソニックグレー・パール（有料色）を加えた5色が設定される。さらに、「e: L4」と「e: FUN」にはルーフとバックドアをブラックとした軽商用車では珍しい2トーンカラー（有料色）も設定され、ソニックグレー・パール（「e: FUN」専用色）、ボタニカルグリーン・パール、オータムイエロー・パールの3色が用意される。
2022年12月
N-VANをベースとした新型軽商用EVを2024年春に発売することが発表された
2023年6月1日
プロトタイプ車をヤマト運輸に貸し出して8月31日まで東京都中野区・宇都宮市・神戸市でモニター運行。9月からはインドネシア・ジャカルタでもモニター運行を実施。
2023年9月28日
前述した新型軽商用EVの車名が「N-VAN e:（エヌバン イー）」となり、概要と合わせて関連情報をホームページ上に公開したことが発表された。
2023年10月28日
東京ビッグサイトを中心に開催された「JAPAN MOBILITY SHOW 2023（ジャパンモビリティショー）」にプロトタイプを出展。
2024年3月29日
公式サイトに全ボディーカラーのイメージ画像を追加。
2024年4月12日
発売時期を変更。2024年春に発売予定していたが、一部部品の量産に向けた生産体制の整備遅れのため、2024年秋に発売を延期した。
2024年6月13日
10月10日からの発売を発表。

## 車名の由来
Nシリーズが提案する『次世代の軽バン』を表現したものである。